# Jan Niklas Fingerle

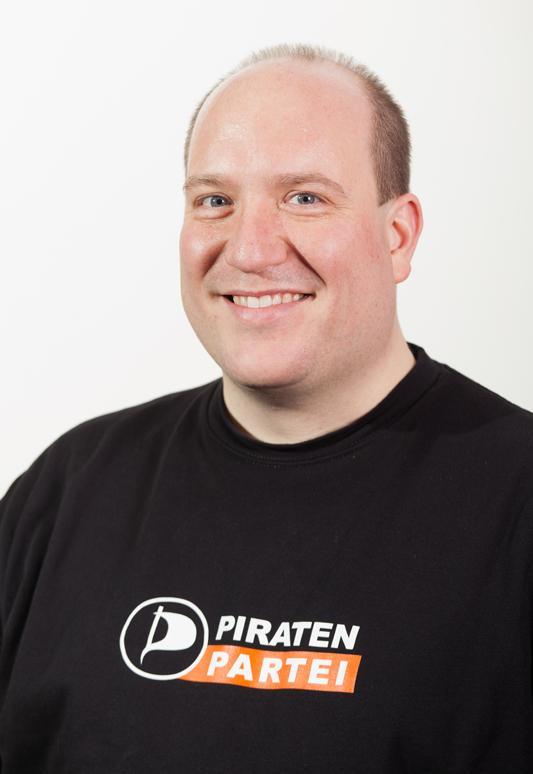
Jan Niklas Fingerle 2012

Jan Niklas Fingerle (* 1974 in Münster) ist ein ehemaliger deutscher Politiker der Piratenpartei.

## Karriere
Fingerle ist Diplom-Informatiker und arbeitet als Softwareentwickler. 2009 war er Gründungsmitglied der Piratenpartei im Saarland und wurde zum stellvertretenden Landesvorsitzenden der saarländischen Piratenpartei gewählt. Zur Bundestagswahl 2009 kandidierte er als Spitzenkandidat der saarländischen Landesliste. Seit Oktober 2011 war er Beisitzer im Landesvorstand. Im März 2012 kandidierte er bei der saarländischen Landtagswahl auf der Landesliste, sowie auf der Kreiswahlliste Saarbrücken, seiner Partei. Im August 2012 wurde Fingerle in einer Kampfabstimmung unter anderem gegen die bisherige Vorsitzende Jasmin Maurer zum Landesvorsitzenden gewählt. Im Juni 2013 verzichtete er auf eine erneute Kandidatur zum Vorsitzenden und wurde erneut als Beisitzer in den Landesvorstand gewählt. Bei erneuten Vorstandswahlen im November 2013 trat er nicht erneut zur Wahl an.
Fingerle wurde auf Listenplatz 1 der Landesliste der Piratenpartei Saarland zur Bundestagswahl 2013 gewählt.
Am 11. November 2014 ist Fingerle aus der Piratenpartei Deutschland ausgetreten.